# 绿花羊蹄甲
绿花羊蹄甲（学名：Bauhinia viridescens）为豆科羊蹄甲属的植物。分布于中南半岛、帝汉岛以及中国大陆的云南等地，一般生长在林缘藤灌丛，目前尚未由人工引种栽培。

## 异名
- Bauhinia viridescens Desv. var. laui (Merr.) T. Chen